# Antic carrer Hernàndez (Girona)
L'Antic carrer Hernàndez és una plaça o pati interior de la galeria d'art Sebastià Jané, del municipi de Girona, que forma part de l'Inventari del Patrimoni Arquitectònic de Catalunya.
Era un dels carrers de comunicació del Call amb l'exterior. Paral·lel al de Sant Llorenç, però tant potenciat per les façanes. Carrer que guanya el fort desnivell de la zona, mitjançant escales, però que avui no és visitable per l'edificació, el 1725, de la casa c/ Força del núm. 8. Pel costat esquerre dona a la tanca del pati dels Rabins, on hi ha una porta tapiada que connectava. Aquesta porta està encarada a l'accés de la galeria Sebastià Jané, que és un pont. Per la part superior, el carrer està tallat per la tanca de la casa Coll. A la dreta hi ha l'edifici de la casa Niebla (antic casal dels Beneficiats). Pel costat de la casa Coll, es podria obrir la porta existent, per comunicar-se amb el Dr. Oliva i Prat.
El 1492, els jueus foren expulsats de Girona i el call va restar deshabitat. El 1725 es construeix la casa núm. 8 del carrer de la Força que talla al carrer al públic. Des d'aleshores és un pati interior de la galeria d'art Sebastià Jané; s'hi pot accedir.